# كيلي لويس
كيلي لويس (بالإنجليزية: Kelly Lewis)‏ هو سياسي أمريكي، ولد في 18 مايو 1964. حزبياً، نشط في الحزب الجمهوري. وقد انتخب عضو مجلس نواب بنسيلفانيا.